# Itàlia dels Valors
Itàlia dels Valors (en italià: Italia dei Valori, IdV) és un moviment polític italià fundat el 21 de març de 1998 per Antonio Di Pietro, exmagistrat i un dels principals protagonistes de l'operació Mani Pulite que acabà amb la corrupció del Pentapartit italià a començaments dels anys 1990. El partit es proposa donar veu política i ideològica al que anomena "qüestió moral" i una administració pública inspirada en la transparència i l'honestedat. Això i juntament amb el suport al desenvolupament sostenible, les energies renovables, la racionalització de l'estructura estatal (reduir nombre de províncies a favor de les àrees metropolitanes), salari mínim de 1000-1000 € mensuals i un sistema fiscal àgil és el seu programa electoral. A nivell europeu és membre del Partit dels Liberals Demòcrates i Reformistes Europeus, i és obert al centre de diverses tendències.

## Història
Di Pietro entrà en política el 1996 quan fou nomenat ministre d'administració pública al govern de l'Ulivo de Romano Prodi i com a senador el 1997. A començament de 1998 va promoure un referèndum per abolir el 25% de la quota proporcional per a l'elecció a la Cambra dels Diputats, al qual s'hi arribà per referèndum, però mancà quorum per uns milers de vots. Aleshores Di Pietro dedicí donar vida el seu propi grup, Itàlia dels Valors, que sobtadament va rebre suport d'alguns parlamentaris i constituí aviat un component autònom dins el grup mixt.
Després d'un primer assaig a les administratives de 1998, van decidir adherir-se als Democratici, moviment de l'Ulivo que acabà en la constitució del PD. Es presentaren a les eleccions europees de 1999 i obtenen 7,7% i 7 escons, entre ells el mateix Di Pietro. Així, el 2 de febrer de 2000 aconsegueix ser cap de grup al Senat.
El gener de 2000 se celebrà l'Assemblea Nacional d'I Democratici, on Di Pietro presentà el seu propi document congresual, que esdevingué minoritari. El trencament definitiu es consumà amb les eleccions regionals italianes de 2000 i la dimissió del govern d'Alema, quan decidí no donar suport Giuliano Amato i el 27 d'abril de 2000 deixa I Democratici.

### Constitució del partit
El 3 de juny de 2000 neix la LdP-IdV per tal de presentar-se a les eleccions legislatives italianes de 2001. Di Pietro presenta la seva ‘’Carta dei Valori’’ com a alternativa a Berlusconi. A falta d'organització estable arreu del territori italià, decidí presentar-se en solitari i sense aliats. Tot i així, obté 1,5 milions vots (3,9%) i el senador Valerio Carrara (Llombardia), però aquest deixa el grup i es passa a Forza Italia.
Tot i no tener representants, aprofita el modest consens electoral per a implantar-se territorialment. El 23 de febrer de 2002 organitza al Palavobis de Milà una trobada per a criticar les lleis del govern de Silvio Berlusconi, que li dona cert ressò; el 21 de juny creen el diari oficial del partit Orizzonti Nuovi i es convoquen Estats Generals del Partit a Bellaria, on demanen un referèndum per a abolir la llei que impedeix el processament de Silvio Berlusconi.
A les eleccions europees de 2004 intenta presentar-se dins la candidatura de l'Ulivo, però s'hi oposa el secretari del SDI, Enrico Boselli, qui no els considera reformistes, a la qual cosa di Pietro el contesta que està ressentit per l'operació Mani Pulite. Sí que arribà a un acord amb Achille Occhetto, qui havia abandonat el PDS, en la llista Societat Civil, Di Pietro – Occhetto. Itàlia dels Valors, que va obtenir el 2,1% i dos eurodiputats. Occhetto, però, deixa l'escó a Giulietto Chiesa i abandona el projecte, però torna al Parlament europeu quan Di Pietro surt escollit al parlament italià a les eleccions legislatives italianes de 2006.
A les eleccions regionals italianes de 2005 es presentà dins l'Unione i va obtenir l'1,4%. Obté un escó a Calàbria (Beniamino Donnici), qui després polemitzarà amb Di Pietro i serà expulsat.

### Paper al Parlament
A les eleccions legislatives italianes de 2006 s'aprova una nova llei electoral proporcional. Es presenta dins la coalició de centresquerra L'Unione i arriba a diferents acords amb la Federació dels Liberalsdemòcrates de Marco Marsili, republicans per l'Unione, Cristians Demòcrates Europeus (Stefano Pedica), Leoluca Orlando i el Moviment Italians en el Món, així com la candidatura al senat de Franca Rame, esposa de Dario Fo. La seva campanya es caracteritza per l'ús massiu del seu blog i convidar a la democràcia directa. Va obtenir el 2,3% a la Cambra i el 2,9% al Senat, és a dir, 17 diputats i 5 senadors. Massimo Donadi serà el cap del grup, després Leoluca Orlando i Di Pietro és nomenat ministre d'infraestructures del govern de Romano Prodi, Luigi Li Gotti i Giorgio Calò subsecretaris de justícia i comunicacions.
Aviat xocà amb altres membres de la coalició de govern a causa de l'indult de juliol de 2006 i en la formació de la comissió de defensa, cosa que provoca defeccions com la del senador Sergio De Gregorio i diputada Federica Rossi Gasparrini, que el setembre de 2006 constituirien Italiani nel Mondo, després UDEUR. El setembre de 2007 el moviment Republicans Democràtics de Giuseppe Osorio s'uneix al PD, igual que Salvatore Raiti (ex-La Rete), i l'octubre dimiteix Franca Rame. I poc després, crisi definitiva quan s'oposaren, amb l'oposició, votar contra la creació d'una comissió d'investigació parlamentària sobre l'actuació de la policia en la manifestació contra el G8 a Gènova.
A la caiguda del govern Prodi, es convocaren eleccions legislatives italianes de 2008. Di Pietro confirma una aliança amb el PD de Walter Veltroni, però amb grup autònom al parlament. Va obtenir el 4,37% a la Cambra i el 4,31% al Senat, 28 diputats (entre ells el congolès Jean-Léonard Touadi, primet diputat negre italià, però que després de la manifestació del 8 de juliol de 2008 tornarà al PD.) i 14 senadors.
El 14-15 de desembre de 2008 es convocaren eleccions regionals als Abruços. IdV proposa com a candidat Carlo Costantino, amb suport del PD i l'Unione, però el candidat fou vençut per Giovanni Chiodi (PdL) en unes eleccions de baixa participació.

## Resultats electorals

### Parlament italià
| Any  | Líder             | Vots                | %                   | Diputats | +/− | Vots                | %                   | Senadors | +/- |
| ---- | ----------------- | ------------------- | ------------------- | -------- | --- | ------------------- | ------------------- | -------- | --- |
| 2001 | Antonio Di Pietro | 1,443,725 (6è)      | 4.0                 | 0 / 630  | Nou | 1,140,489 (6è)      | 3.4                 | 1 / 315  | Nou |
| 2006 | Antonio Di Pietro | 877,159 (9è)        | 2.3                 | 20 / 630 | 20  | 986,046 (9è)        | 2.8                 | 5 / 315  | 5   |
| 2008 | Antonio Di Pietro | 1,593,675 (5è)      | 4.4                 | 29 / 630 | 9   | 1,414,118 (5è)      | 4.2                 | 14 / 315 | 9   |
| 2013 | Antonio Di Pietro | Dins Rev. Civil     | Dins Rev. Civil     | 0 / 630  | 29  | Dins Rev. Civil     | Dins Rev. Civil     | 0 / 315  | 14  |
| 2018 | Ignazio Messina   | Dins Cívica Popular | Dins Cívica Popular | 0 / 630  | =   | Dins Cívica Popular | Dins Cívica Popular | 0 / 315  | =   |

### Parlament Europeu
| Any  | Líder             | Vots           | %        | Escons | +/− |
| ---- | ----------------- | -------------- | -------- | ------ | --- |
| 1999 | Antonio Di Pietro | Dins DEM       | Dins DEM | 1 / 87 | Nou |
| 2004 | Antonio Di Pietro | 695,179 (10è)  | 2.1      | 2 / 72 | 1   |
| 2009 | Antonio Di Pietro | 2,450,643 (4t) | 8.0      | 7 / 72 | 5   |
| 2014 | Ignazio Messina   | 181,373 (10è)  | 0.7      | 0 / 73 | 7   |